# Повіт Сембоку (Акіта)
Пові́т Сембо́ку (яп. 仙北郡, せんぼくぐん, МФА: [semboku guɴ]) — повіт в префектурі Акіта, Японія.